# Nova Timboteua
Nova Timboteua este un oraș în Pará (PA), Brazilia.